# 椎坂バイパス
椎坂バイパス（しいさかバイパス）は、群馬県沼田市利根町大原から同市白沢町生枝に至る国道120号のバイパス道路である。

## 概要
椎坂峠越えのルートの下を貫く二本のトンネル工事は2009年10月に開始され、当初は2014年の完成を目標としていたが、全長のうち2.51 kmのトンネル区間が2013年（平成25年）11月22日に開通することとなった。これにより、積雪がない期間の通過時間が14分が5分に、冬季は約20分が7分に短縮されることとなった。
当初は一本のトンネルで結ばれる計画だったが、計画変更によって椎坂利根トンネルと椎坂白沢トンネルの二本が建設された。
旧道の椎坂峠の沼田側には長い登坂車線が設置されていたが、椎坂トンネルは全線二車線で開通した。トンネル内には両側に幅2.0メートルの歩道があり、自転車や徒歩でも往来することが可能になっている。

## 路線データ
- 起点 : 群馬県沼田市利根町大原
- 終点 : 群馬県沼田市白沢町生枝
- 延長 : 4.28 km
- 規格 : 第3種第2級
- 道路幅員 : 10.25 m
- 車線数 : 2車線
- 車線幅員 : 6.5 m
- 設計速度 : 50 km/h

## 歴史
- 2009年10月 : 椎坂バイパス起工
- 2013年11月22日 : 椎坂白沢・利根トンネル供用開始
- 2014年12月1日：利根町側の新道（日光方面-椎坂利根トンネル入口へ直進化）区間開通、椎坂バイパス全通

## 路線状況

### 道路施設
椎坂白沢トンネル
トンネル延長 : 1,653 m
幅員 : 10.25 m
掘削工法 : NATM工法
椎坂利根トンネル
トンネル延長 510 m
幅員 : 10.25 m
掘削工法 : NATM工法

## 地理

### 通過する自治体
- 群馬県
沼田市

### 交差する道路
- 国道120号（現道） : 沼田市白沢町、利根町

## 座標
- 起点北緯36度40分06秒 東経139度11分17秒 / 北緯36.668293度 東経139.188167度
- 椎坂利根トンネル東口北緯36度40分03秒 東経139度11分05秒 / 北緯36.667512度 東経139.184691度
- 椎坂利根トンネル西口北緯36度39分57秒 東経139度10分46秒 / 北緯36.665787度 東経139.179407度
- 椎坂白沢トンネル東口北緯36度39分53秒 東経139度10分40秒 / 北緯36.664827度 東経139.177792度
- 椎坂白沢トンネル西口北緯36度39分35秒 東経139度09分45秒 / 北緯36.659723度 東経139.162493度
- 終点北緯36度39分36秒 東経139度09分43秒 / 北緯36.660097度 東経139.161940度
- 椎坂峠北緯36度39分17秒 東経139度10分17秒 / 北緯36.654718度 東経139.171371度
- 数坂峠北緯36度39分48秒 東経139度10分17秒 / 北緯36.663445度 東経139.171478度